# Leipzig Bayerischer Bahnhof
Der Bayerische Bahnhof in Leipzig liegt südöstlich der Leipziger Altstadt südlich des Bayrischen Platzes. Der Bahnhof wurde 1842 von der Sächsisch-Bayerischen Eisenbahn-Compagnie in Betrieb genommen und galt bis zu seiner Schließung im Jahr 2001 als der älteste in Betrieb befindliche Kopfbahnhof Deutschlands (andere Quellen sprechen vom ältesten noch erhaltenen Kopfbahnhof der Welt). Die Gleisanlagen wurden im Rahmen der Bauarbeiten für den City-Tunnel Leipzig vollständig abgebrochen. An ihre Stelle trat eine unterirdische Station, die im Dezember 2013 in Betrieb genommen wurde.
Der stadtseitige Kopfbau („Portikus“) der früheren Bahnhofshalle steht als Denkmal der Verkehrsgeschichte unter staatlichem Schutz.

## Geschichte

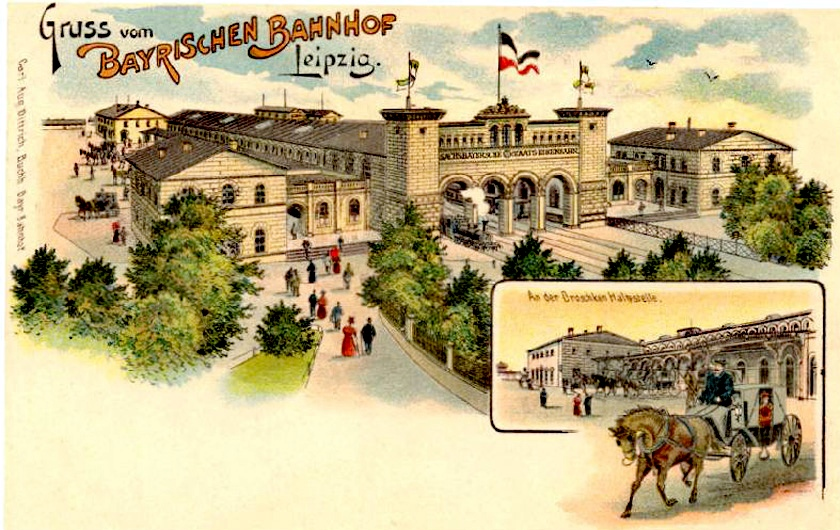
Historische Ansicht des Bayerischen Bahnhofs

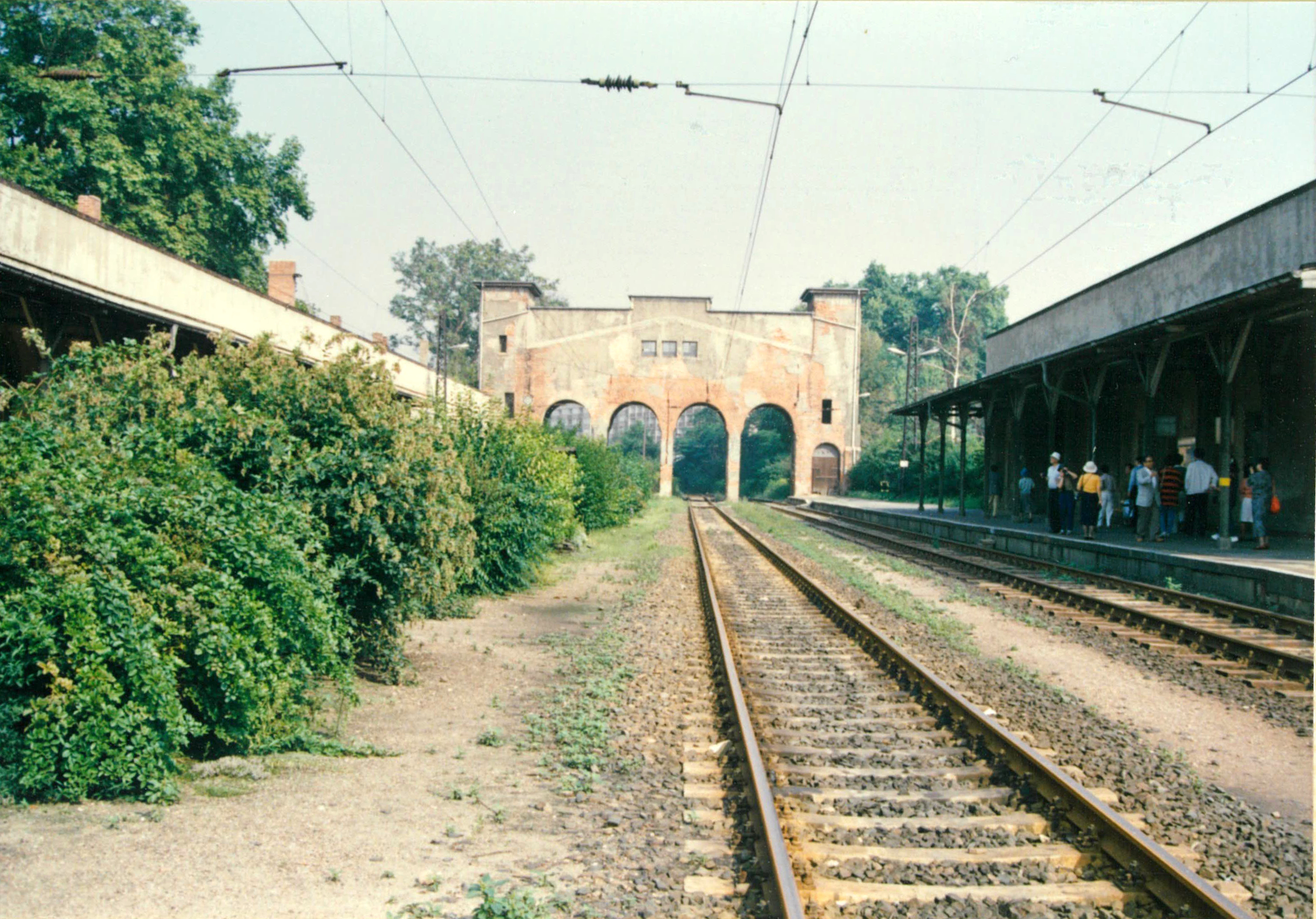
Ehemalige Bahnsteighalle von Süden (1987)

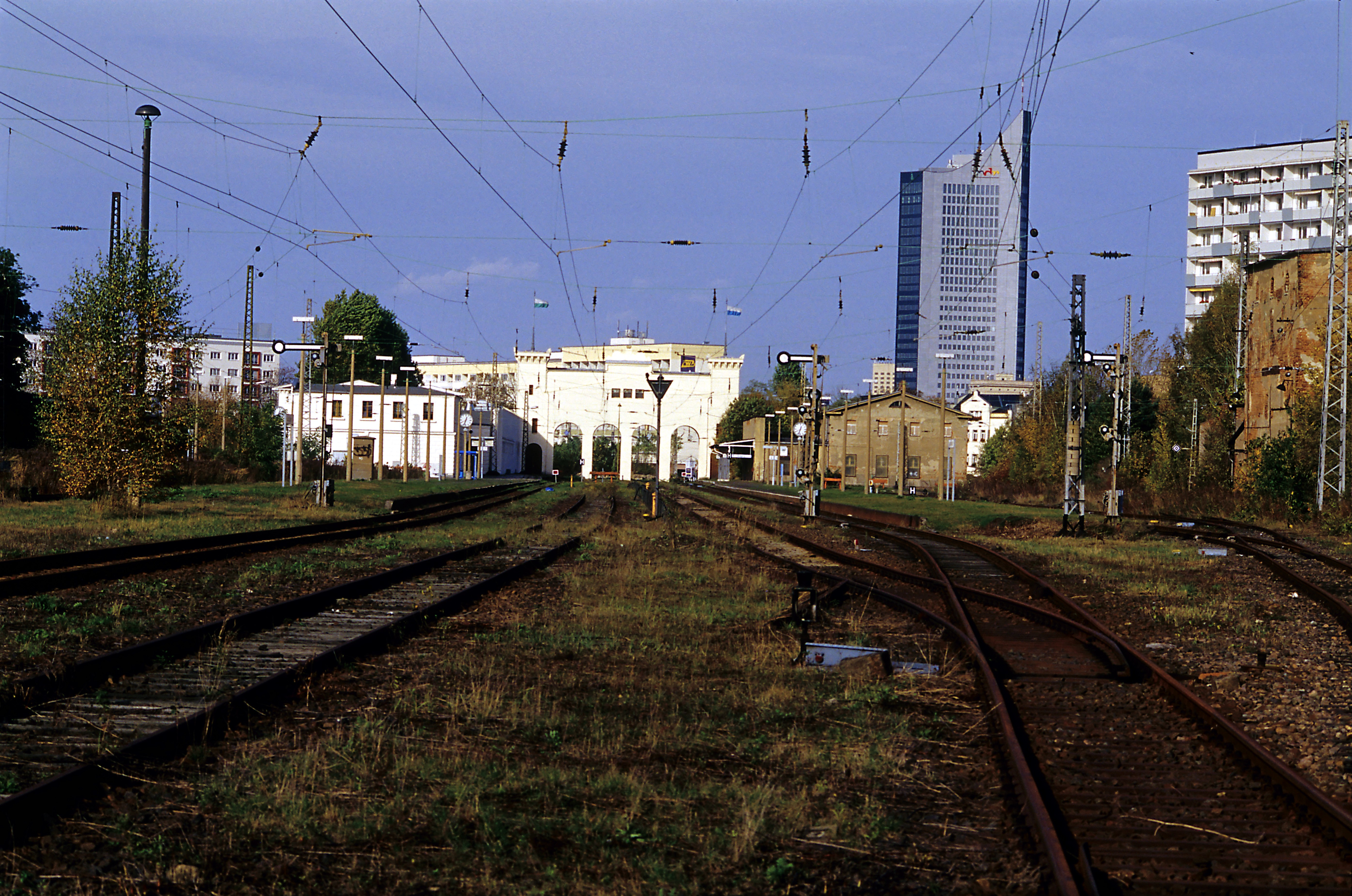
Ehemalige Bahnsteighalle von Süden (2001)

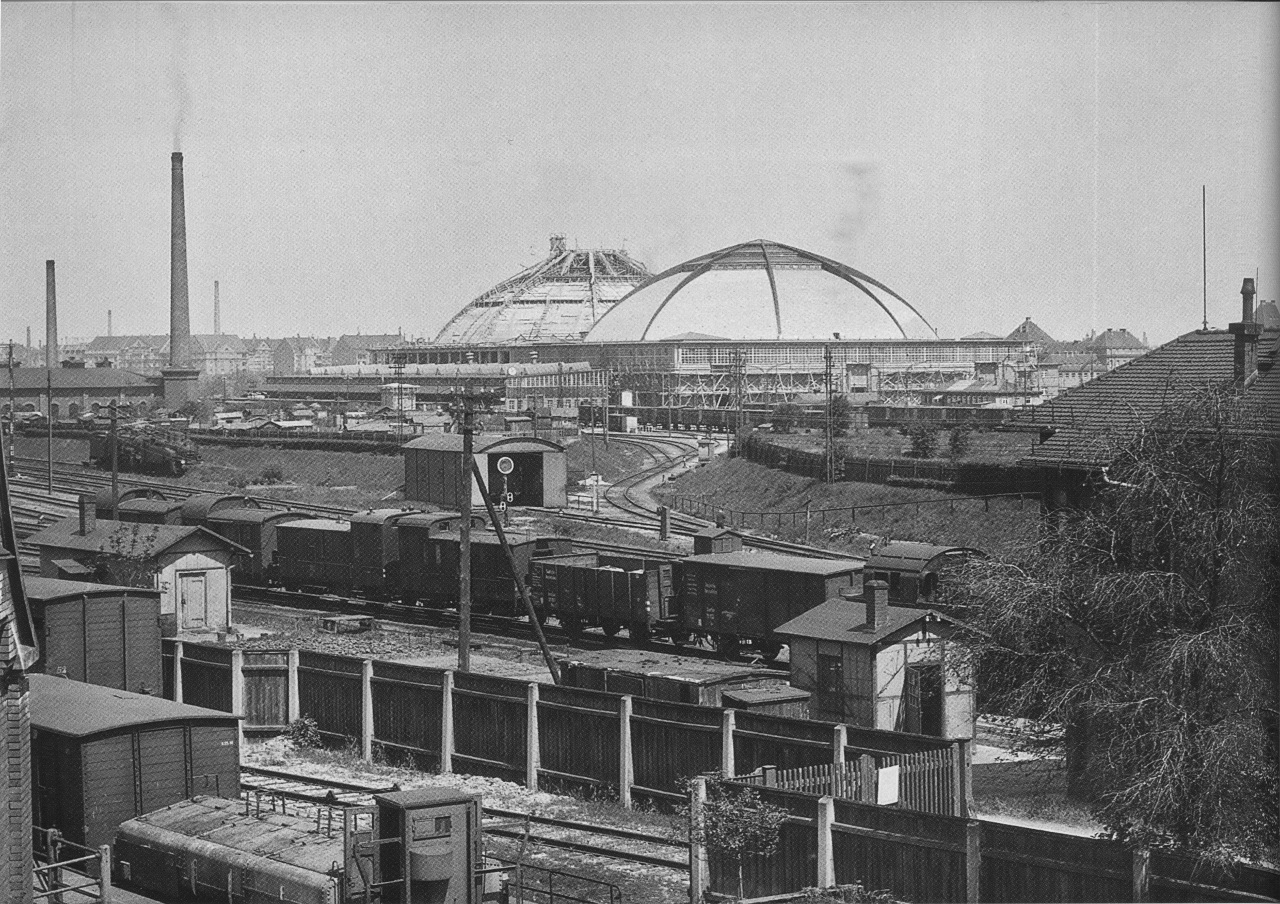
Güterbahnhof und Anschluss Großmarkthalle 1925

Der Bayerische Bahnhof wurde in den Jahren 1841 bis 1844 nach Entwürfen des Leipziger Architekten Christian August Eduard Pötzsch errichtet und diente als Ausgangspunkt der Bahnstrecke Leipzig–Hof. Bereits am 18. September 1842 wurde er, noch unvollendet, zusammen mit dem ersten Streckenabschnitt nach Altenburg eröffnet. Die Vollendung des Empfangsgebäudes erfolgte erst am 19. September 1844. Westlich des Empfangsgebäudes errichtete eine Kegelmannschaft 1845 eine Gaststätte in ähnlichem Baustil und veräußerte sie anschließend an einen Gastwirt, der sie Siebenmännerhaus nannte.
Am 7. September 1883 wurde der Bayerische Bahnhof mit einer Straßenbahntrasse, auf der bis 1897 Pferdebahnen, danach elektrische Straßenbahnen verkehrten, an das Nahverkehrsnetz der Stadt Leipzig angeschlossen.
Seit dem 1. Oktober 1912 verkehrten die Schnell- und Eilzüge über die Bahnstrecke Leipzig Hbf–Leipzig-Connewitz zum neuen Hauptbahnhof, seitdem diente der Bayerische Bahnhof nur noch dem Nah- und Güterverkehr und für Messesonderzüge. Insbesondere für diese bestanden auf dem Leipziger Güterring für Reisezüge zugelassene Fahrstraßen.
Nach Planungen des Düsseldorfer Architekten Emil Fahrenkamp von 1939 sollte der Bahnhof einer Prachtstraße weichen. Bei den Luftangriffen auf Leipzig am 4. Dezember 1943 und 20. Februar 1944 wurde der Bahnhof teilweise zerstört. Während der Portikus und die Gebäude der Westseite weitgehend erhalten blieben, brannte die hölzerne Bahnhofshalle aus; auch die Gebäude der Ostseite mussten später größtenteils abgerissen werden. Das Gelände des Siebenmännerhauses, in dem Lenin 1914 sprach, wurde in der Zeit der DDR nicht erneut bebaut.
1952 wurde das Bahnbetriebswerk geschlossen.
Seit dem 2. Oktober 1961 waren die Gleise im Bahnhof, abgesehen von den Ladegleisen, mit Fahrleitung überspannt. Um 1970 sollte er vollständig und ersatzlos stillgelegt werden. 1972 wurde die Stückgutabfertigung zum Magdeburg-Thüringer Bahnhof verlegt. Um 1978 entstanden Pläne, Teile des Bahnhofes in eine ständige Schauanlage umzuwandeln. In einem weitergehenden Schritt sollte eine Museumsbahn zwischen dem Bahnhof und dem Gelände der Technischen Messe eingerichtet werden, die in den Messezeiten und anderen besonderen Anlässen betrieben werden sollte. Mitte der 1980er Jahre wurden die Stellwerke unter Nutzung der vorhandenen Hochbauten erneuert, aus Denkmalschutzgründen behielt man die Formsignale an den Bahnsteiggleisen bei. Der Portikus wurde 1991 denkmalschutzgerecht saniert.
Die Gebäude der Westseite, der ursprünglichen Abfahrtsseite, wurden ab dem Mai 1999 renoviert und werden seit dem 19. Juli 2000 von der Gasthaus und Gosebrauerei Bayerischer Bahnhof genutzt.
Nach der Einstellung des planmäßigen Eisenbahnbetriebes im Juni 2001 war das Gelände einige Jahre ungenutzt, erst 2005 begannen die ersten Bauarbeiten. Die Bahnanlagen wurden vollständig beseitigt, weiteres siehe unter Neubau des Tiefbahnhofes.
Von Anfang 2011 bis Mai 2012 wurde der Portikus nochmals äußerlich saniert. Unter anderem wurde festgestellt, dass die Bausubstanz maroder war als erwartet, so dass sich die Fertigstellung mehrfach verzögerte. Am 25. Mai 2012 wurde der Abschluss der Sanierung mit einem Festakt gefeiert.
Ende September 2019 gab die Stadt Leipzig in Zusammenarbeit mit dem Wohnungsunternehmen Buwog und der Leipziger Stadtbau AG bekannt, dass auf dem ehemaligen Gelände des Kopfbahnhofs bis zu 1600 Wohnungen, drei Schulen und rund 330 Kitaplätze entstehen sollen. Darüber hinaus entsteht auf dem Gelände laut offiziellen Angaben eine Fläche von ca. 150.000 m² für Büros und zur gewerblichen Nutzung. Als Enddatum des Bauvorhabens wird das Jahr 2027 angegeben.

## Beschreibung

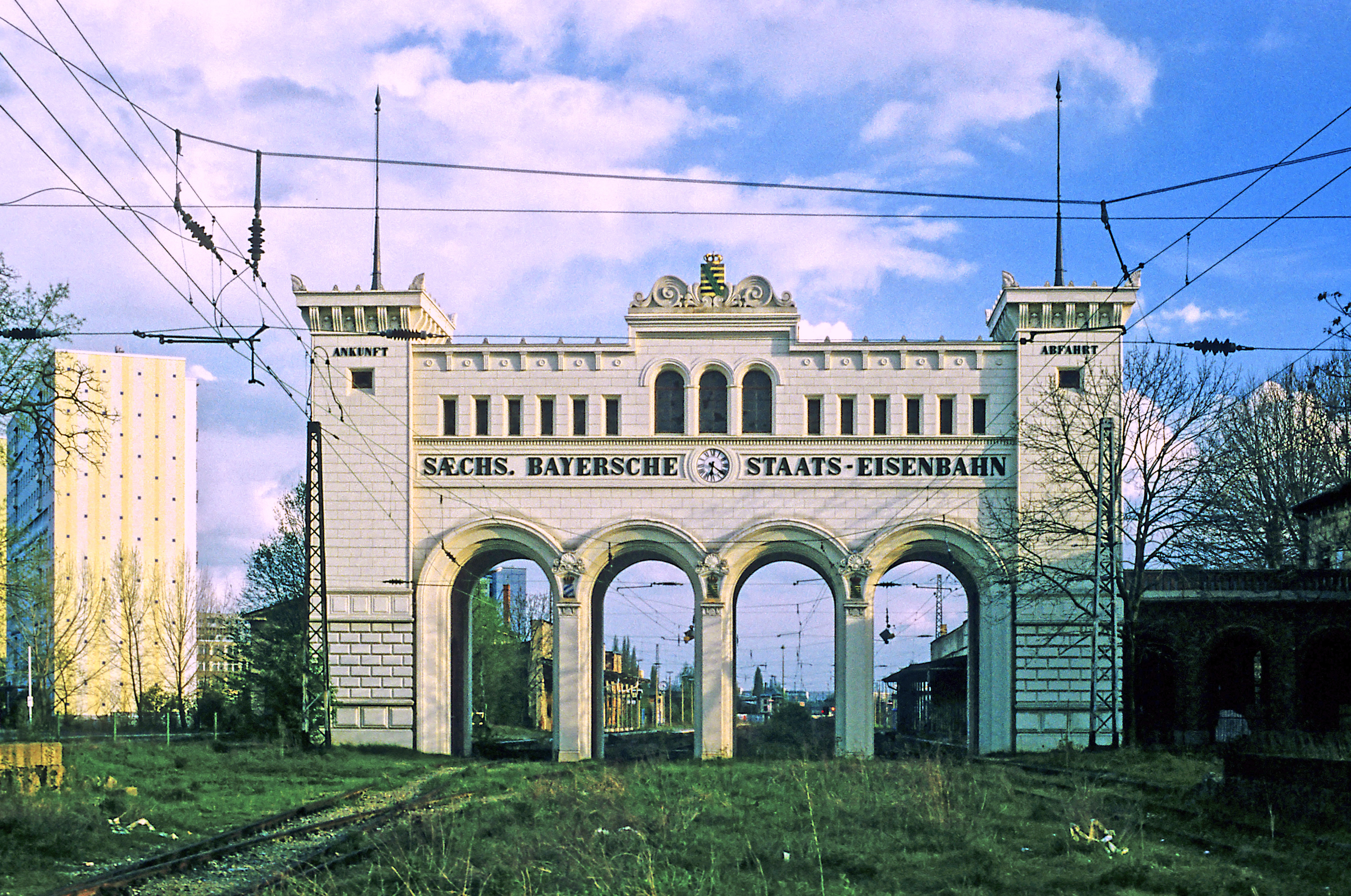
Portikus (Oktober 2001)

Noch heute ist der zu den Gleisen quergestellte Portikus erhalten, der zugleich den nördlichen Giebel der Bahnhofshalle bildete und durch dessen vier torartige Bögen je ein Gleis führte. Eine Glocke auf dem Portikus kündigte die Abfahrt der Züge an. Sie befindet sich heute im Verkehrsmuseum Dresden. Die vier Gleise vereinigten sich nördlich des Bahnhofes in einer Drehscheibe, auf der die Lokomotiven gewendet werden konnten. Die mittleren beiden Gleise hatten keinen Bahnsteig. Sie dienten lediglich der Rückführung der Lokomotive ans andere Zugende nach der Wendung auf der Drehscheibe oder zum Abstellen von Zügen.
Über den vier Portalen verweist eine gebäudebreite Inschrift auf den ehemaligen Eigentümer des Bahnhofs. Ursprünglich war es die Sächsisch-Bayerische Eisenbahn-Compagnie.
Sächs. baier.  Eisenbahn

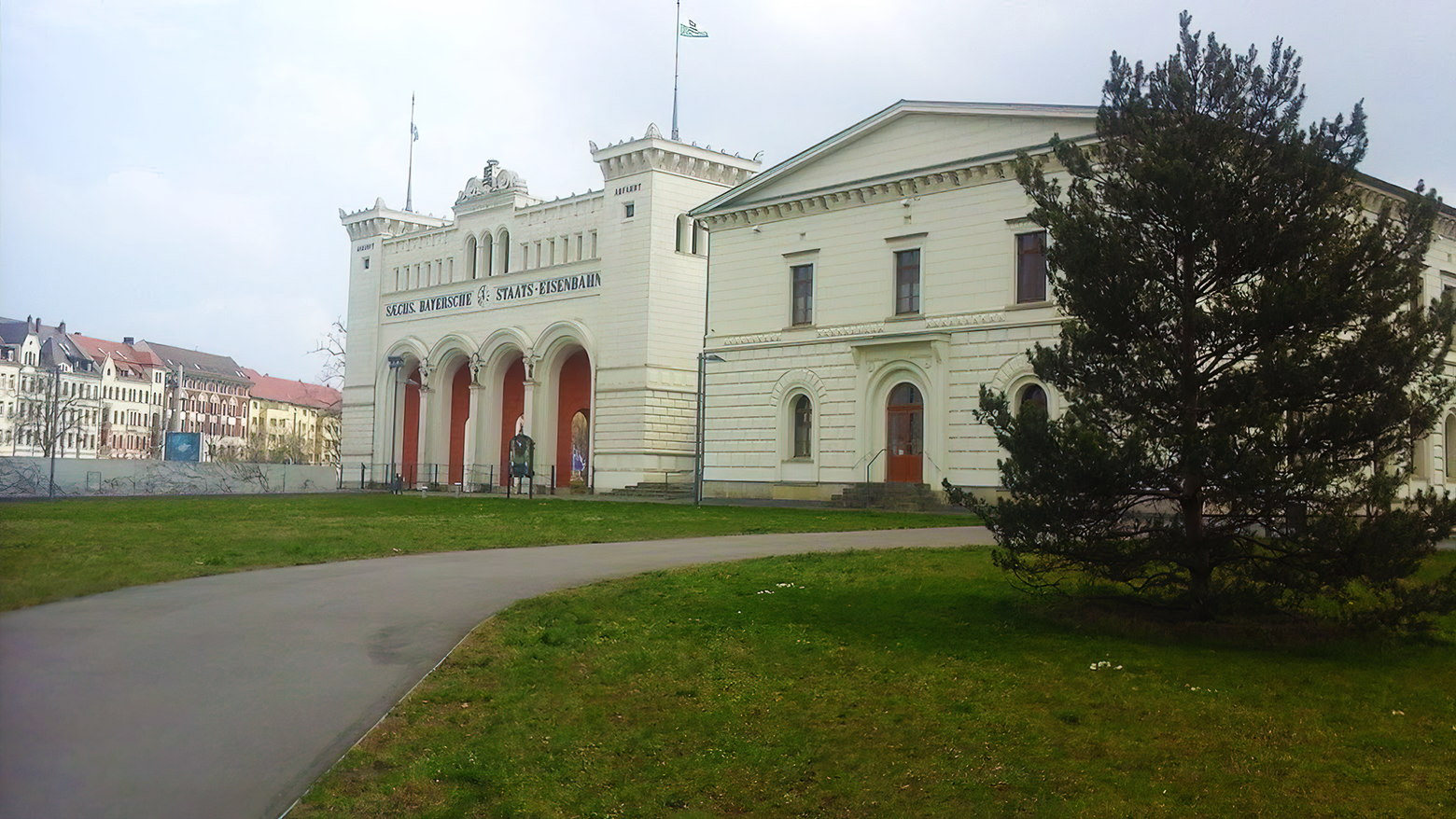
Bayerischer Bahnhof (April 2021)

Später wurde die Inschrift geändert, zunächst in
Sæchs.-bayersche  Staats-Eisenbahn
später in
Bayrischer  Bahnhof
und bei der Sanierung nach der Wiedervereinigung wieder in
Sæchs.-bayersche  Staats-Eisenbahn
In der Mitte des Schriftzugs befindet sich eine große Uhr. Der Portikus wird zu beiden Seiten von je einem Turm mit quadratischem Grundriss flankiert.
Nach Süden schloss sich direkt an den Portikus die nicht mehr erhaltene 95 m lange Bahnhofshalle an, deren hölzerne Dachkonstruktion von zwanzig zwölf Meter hohen Eichensäulen getragen wurde. Auf beiden Seiten der Halle befanden sich zweigeschossige Längsgebäude: im Osten die Ankunft, im Westen die Abfahrt. An diese Längsgebäude waren je ein Verwaltungsgebäude im Norden und im Süden angebaut. Die nördlichen, zweigeschossigen Verwaltungsgebäude waren mit dem Portikus durch je eine dreibogige, zur Nordfassade aber zurückgesetzte Galerie verbunden.

## Neubau des Tiefbahnhofs

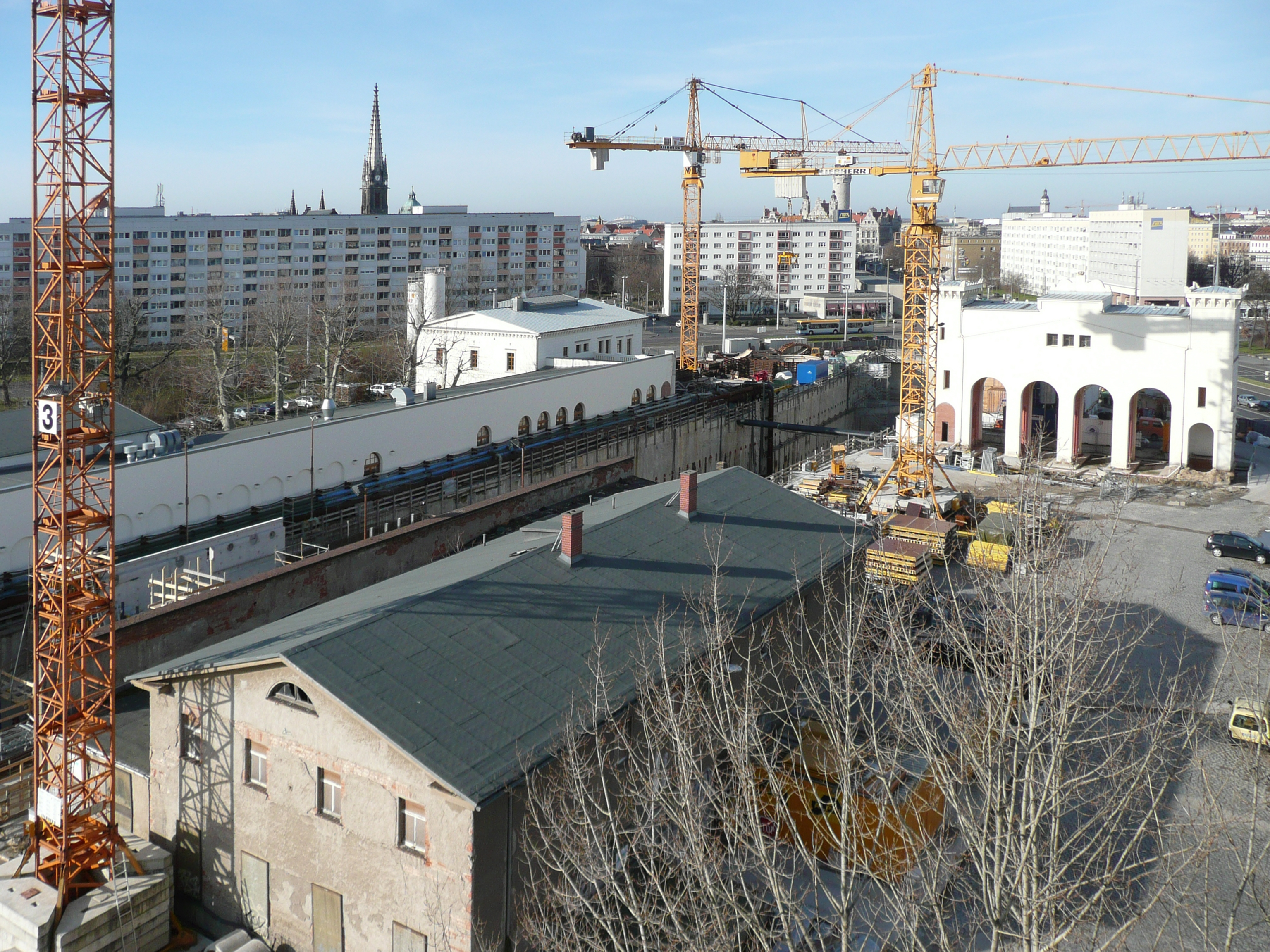
Baustelle des Tiefbahnhofs (2008)

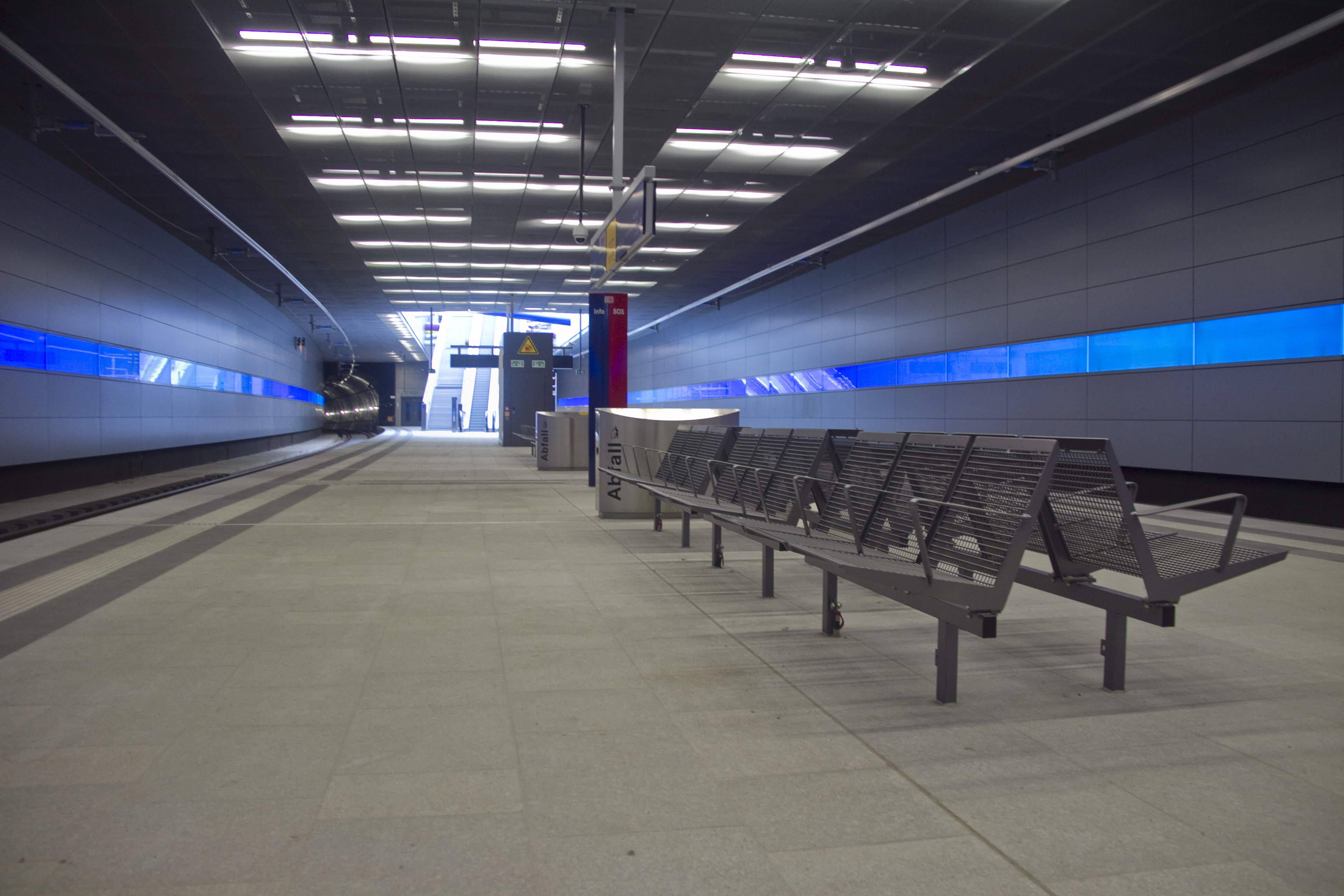
Tunnelbahnsteig (2013)

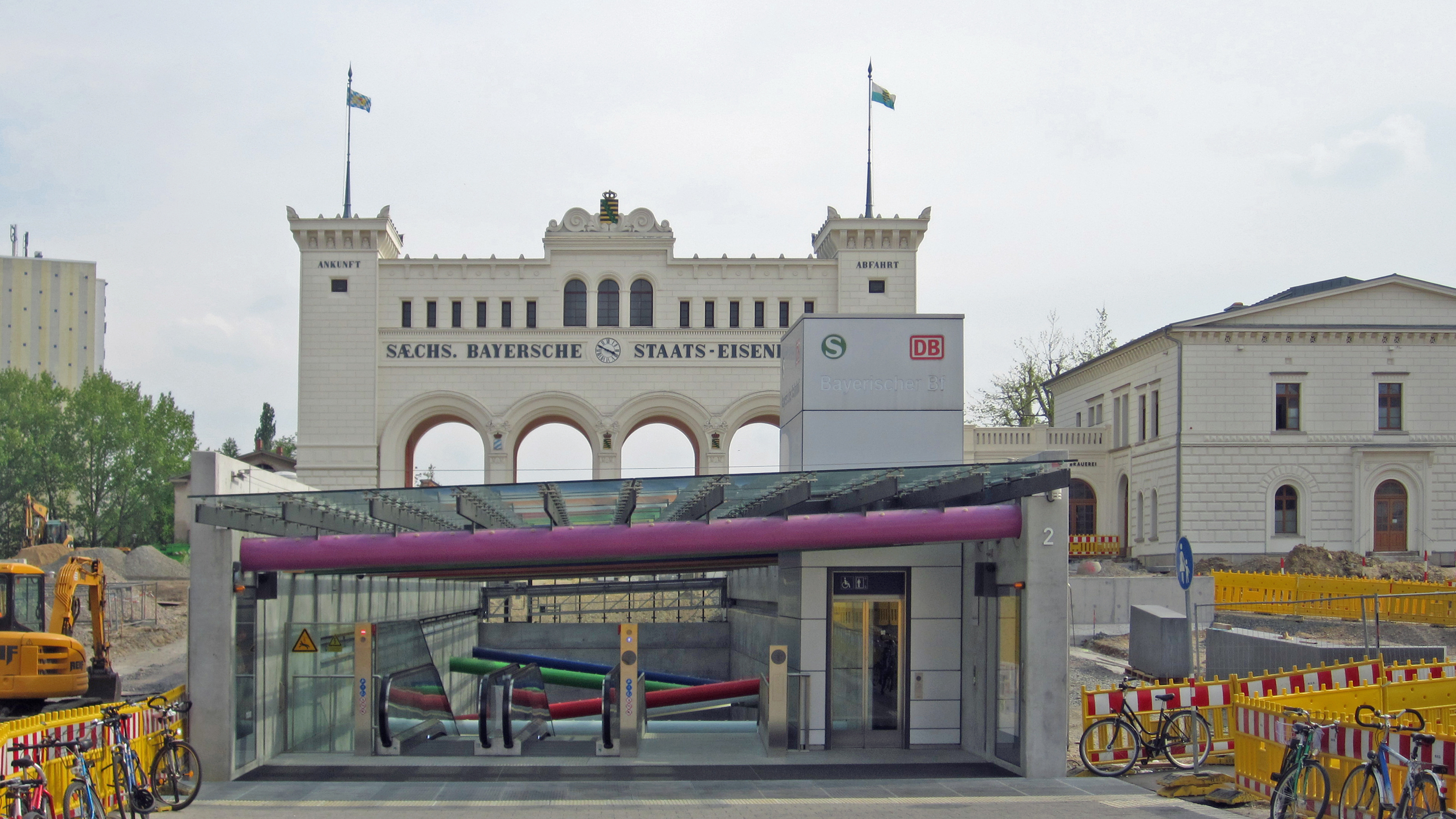
Zugang zum Tunnelbahnsteig vom Bayerischen Platz (2014), im Hintergrund Portikus und Gebäude der ehemaligen Abfahrtsseite

Am 10. Juni 2001 wurde der Bahnbetrieb auf dem Bayerischen Bahnhof (zuletzt noch mit Regionalzügen nach Altenburg und Zwickau) vollständig eingestellt. Bis zum Baubeginn des City-Tunnels Leipzig vergingen allerdings noch zwei Jahre. Die bestehenden Anlagen sollten für die Baustellenversorgung genutzt werden, deshalb blieb das Stellwerk 3 an der Richard-Lehmann-Straße vorerst erhalten. Dazu kam es jedoch nicht, die Tunnelbaustelle wurde ausschließlich mit Lkw bedient.
Im Zuge des Baus des City-Tunnels zum Hauptbahnhof entstand auf Höhe der ehemaligen Bahnhofshalle bis Dezember 2013 ein unterirdischer Inselbahnsteig, Leipzig Bayer Bf. Ebenfalls auf dem Gelände des ehemaligen Bayerischen Bahnhofs entstand mit zwei Außenbahnsteigen an der Semmelweisstraße auf der Höhe des ehemaligen Bahnbetriebswerkes die Station Leipzig MDR, direkt unterhalb des noch bestehenden Lokschuppens. Die neuen Stationen sind keine Haltepunkte, sondern Bahnhofsteile und damit wie der gesamte City-Tunnel Teil des Bahnhofs Leipzig Hbf; die Einfahrsignale stehen auf den Zufahrtsstrecken vom ehemaligen Abzweig Tabakmühle bzw. vom Bahnhof Leipzig-Connewitz.
Um für den Bau des City-Tunnels Platz zu schaffen, wurde der 20 Meter hohe, 30 Meter breite und sechs Meter tiefe sowie 2800 Tonnen schwere Portikus am 10. April 2006 mit Hilfe spezieller Gleitlager um 30 Meter nach Osten verschoben. Das Fundament wurde dazu mit Beton ummantelt. Nach dessen Aushärtung wurden HEB-Stahlträger durch das Fundament eingebracht, auf denen das Bauwerk angehoben und verschoben wurde. Nach der Fertigstellung des Rohbaus der City-Tunnel-Station am Bayerischen Bahnhof wurde der Portikus am 30. Oktober 2009 wieder an seine alte Stelle zurück verschoben.
Die Inbetriebnahme des City-Tunnels erfolgte am 15. Dezember 2013.

## Gastronomie

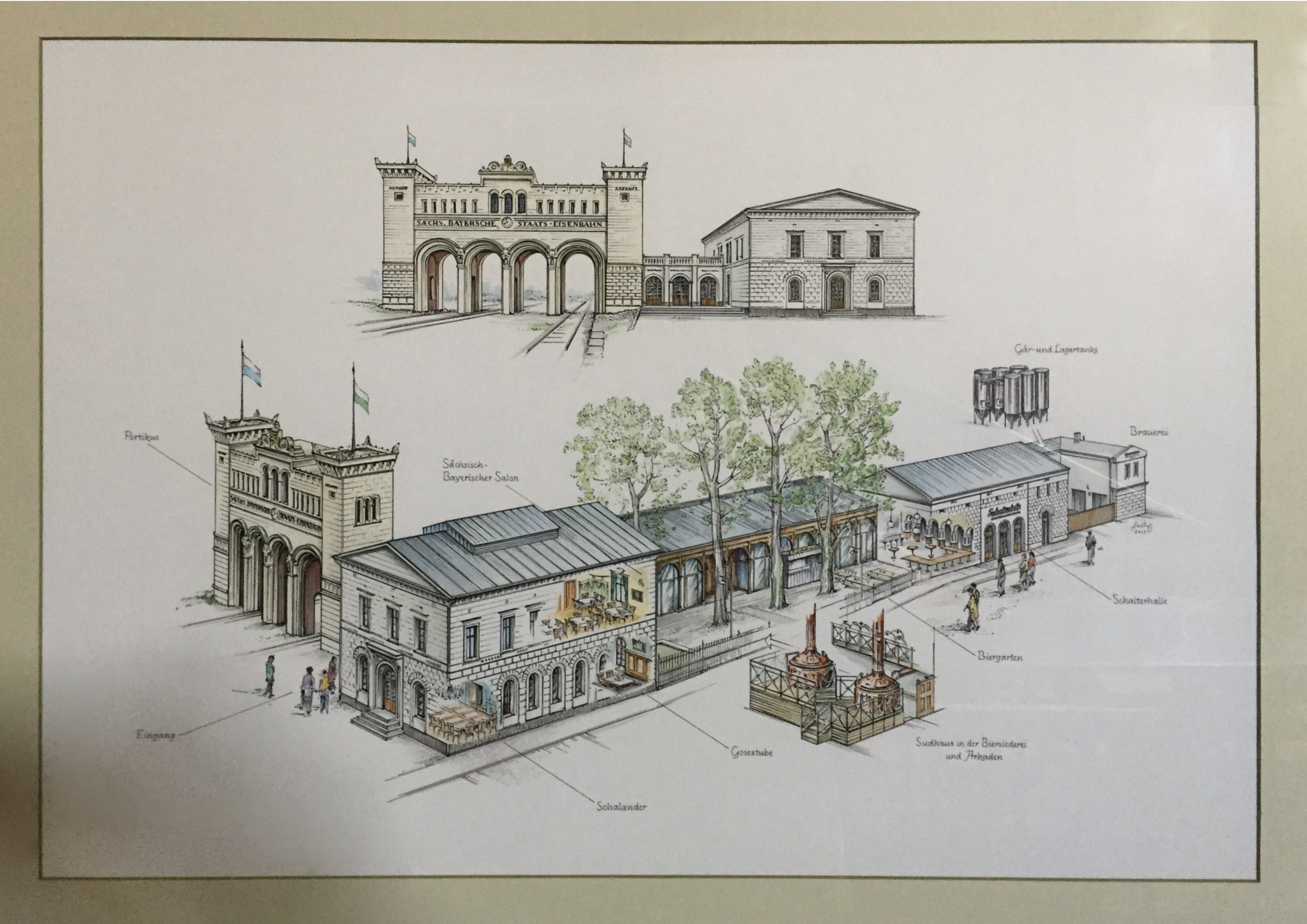
Schemazeichnung des Gasthauses Bayerischer Bahnhof in Leipzig

Die Gebäude der Westseite, der ursprünglichen Abfahrtsseite, wurden ab dem Mai 1999 renoviert. In ihnen befindet sich seit Mai 2000 der Gastronomiebetrieb Gasthaus und Gosebrauerei Bayerischer Bahnhof der Bayerischer Bahnhof Brau & Gaststättenbetrieb GmbH & Co. KG.
Er besteht aus einer Gastronomie mit bayerischer Küche sowie einer eigenen Brauerei, die neben der Original Leipziger Gose diverse Bierspezialitäten braut. Die Gasträume sind für die Bewirtung von rund 290 Personen ausgelegt, hinzu kommt der Biergarten mit rund 400 Plätzen.

## Verkehrsanbindung

### S-Bahn
Als Teil des Leipziger City-Tunnels wird der Bayerische Bahnhof von allen durch den Tunnel verkehrenden Linien bedient.
Im Fahrplanjahr 2022/2023 halten folgende Linien im Bahnhof:
| Linie                                                                        | Linienverlauf | Takt (min) |
| ---------------------------------------------------------------------------- | --- | ---------- |
| S 1                                                                          | Leipzig-Stötteritz – Leipzig Bayerischer Bf – Leipzig Hbf – Leipzig-Plagwitz – Leipzig Miltitzer Allee                                                                             | 30         |
| S 2                                                                          | Leipzig-Stötteritz – Leipzig Bayerischer Bf – Leipzig Hbf – Leipzig Messe – Delitzsch unt Bf – Bitterfeld – Dessau Hbf/Lutherstadt Wittenberg Hbf                                  | 30         |
| S 3                                                                          | Halle-Nietleben – Halle (Saale) Hbf – Schkeuditz – Leipzig Hbf – Leipzig Bayerischer Bf – Leipzig-Stötteritz – Borsdorf (Sachs) – Wurzen (– Oschatz)                               | 30         |
| S 4                                                                          | Falkenberg (Elster) – Torgau – Eilenburg – Leipzig-Thekla – Leipzig Hbf – Leipzig Bayerischer Bf – Markkleeberg – Markkleeberg-Gaschwitz                                           | 30         |
| S 5 S 5X                                                                     | Halle (Saale) Hbf – Leipzig/Halle Flughafen – Leipzig Messe – Leipzig Hbf – Leipzig Bayerischer Bf – Markkleeberg – Neukieritzsch – Altenburg – Crimmitschau – Zwickau (Sachs) Hbf | 30         |
| S 6                                                                          | Leipzig Messe – Leipzig Hbf – Leipzig Bayerischer Bf – Markkleeberg – Neukieritzsch – Borna (Leipzig) – Geithain                                                                   | 30         |
| Anmerkung: Die Takte beziehen sich auf die Abfahrten der Linien vom Bahnhof. | |            |

### Öffentlicher Nahverkehr
Auch an das innerstädtische Straßenbahn- und Busnetz ist der Bayerische Bahnhof durch zahlreiche Linien angebunden:
| Linie | Linienverlauf | Betreiber |
| ----- | --- | --------- |
| 2     | Grünau-Süd – Adler – Westplatz – Wilhelm-Leuschner-Platz – Bayerischer Bf. – Deutsche Nationalbibliothek – Altes Messegelände – Naunhofer Straße (– Völkerschlachtdenkmal – Probstheida – Meusdorf) | LVB       |
| 9     | Thekla – Mockau, Post – Apelstraße, Historischer Strbf. – Wilhelm-Liebknecht-Platz – Hbf., Westseite – Goerdelerring – Wilhelm-Leuschner-Platz – Bayerischer Bf. – Arthur-Hoffmann-/Richard-Lehmann-Straße – Connewitzer Kreuz – S-Bf. Connewitz | LVB       |
| 16    | Messegelände – S-Bf. Messe – Klinikum St. Georg – Eutritzscher Zentrum – Wilhelm-Liebknecht-Platz – Hauptbahnhof – Augustusplatz – Bayerischer Bf. – Deutsche Nationalbibliothek – Richard-Lehmann-/Zwickauer Straße – Moritz Hof – Lößnig | LVB       |
| 60    | Lipsiusstraße – Ostplatz – Bayerischer Bf. – Karl-Liebknecht-/Kurt-Eisner-Straße – Rennbahn – Adler – S-Bf. Plagwitz – Lindenau, Bushof – Lindenauer Hafen | LVB       |
| 412   | Meuselwitz – Lucka – Groitzsch – Zwenkau – Leipzig, Connewitzer Kreuz – Bayerischer Bf. – Hbf., Ostseite | THÜSAC    |
| N8    | Hauptbahnhof – Augustusplatz – Bayerischer Bf. – Ostplatz – Riebeck-/Oststraße – Altes Messegelände – S-Bf. Stötteritz – Südfriedhof – Probstheida – Meusdorf – Liebertwolkwitzer Markt – Bf. Holzhausen – Stötteritz, Holzhäuser Straße – S-Bf. Stötteritz – Altes Messegelände – Riebeck-/Oststraße – Ostplatz – Bayerischer Bf. – Augustusplatz – Hauptbahnhof | LVB       |
| N60   | nur in den Nächten zu Sonnabend, Sonntag und Feiertag: Lipsiusstraße – Ostplatz – Bayerischer Bf. – Karl-Liebknecht-/Kurt-Eisner-Straße – Rennbahn – Adler – Felsenkeller – S-Bf. Plagwitz – Lindenau, Bushof | LVB       |

## Weblinks

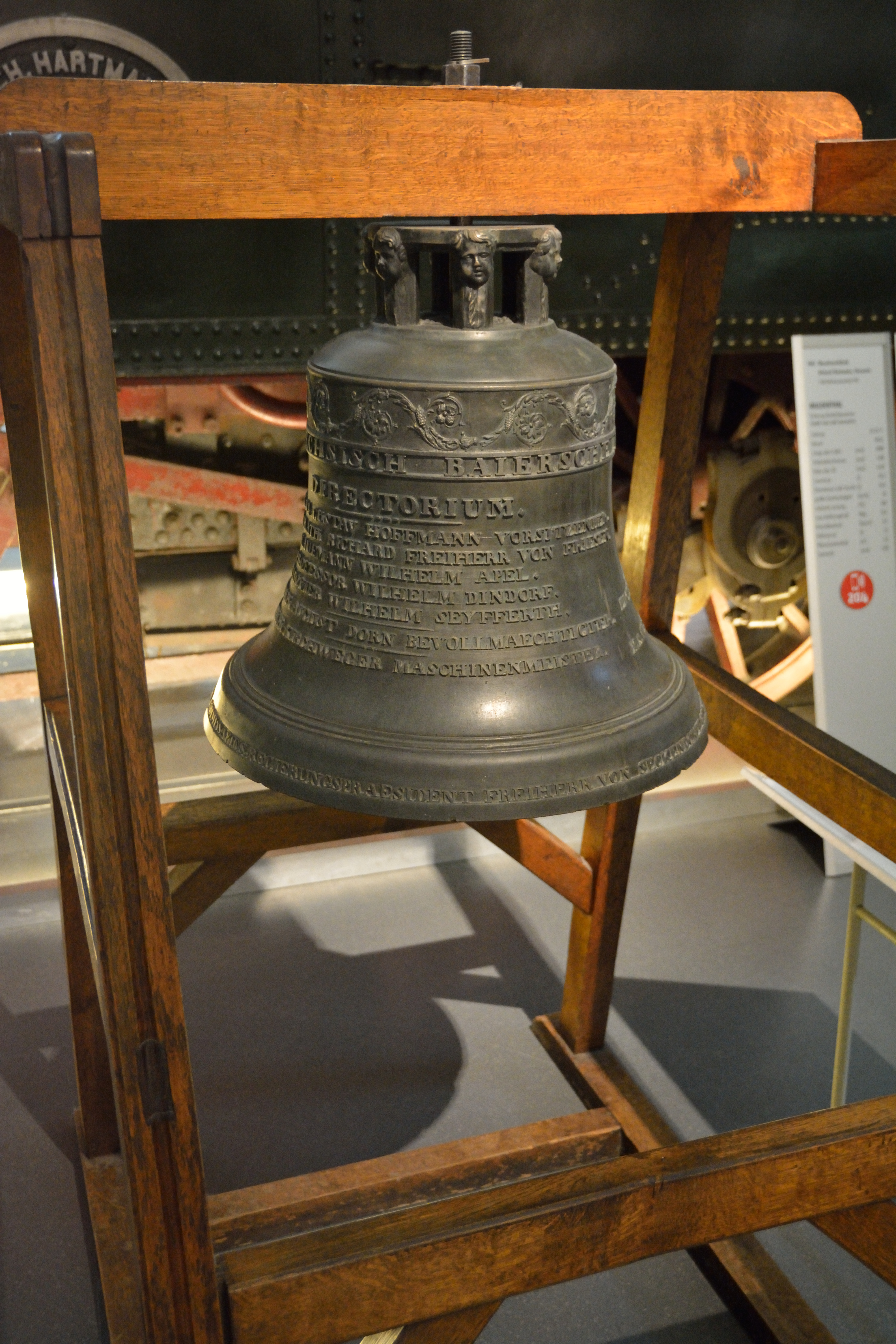
Die alte Bahnhofsglocke von 1842 als Ausstellungsstück im Verkehrsmuseum Dresden